# Phelios
Phelios (フェリオス?) è un videogioco arcade del genere sparatutto a scorrimento verticale sviluppato nel 1988 da Namco per Namco System 2. Basato sulla mitologia greca, il videogioco è stato convertito per Sega Mega Drive e distribuito tramite Virtual Console sul Wii.

## Trama
Nel videogioco s'impersonano i panni di Apollo che, a cavallo di Pegaso, deve liberare Artemide dalle grinfie del Titano Tifone. Durante la sua avventura dovrà affrontare Medusa, le Graie, le Sirene, Anteo, Scilla e Cerbero.

## Modalità di gioco
Simile ad altri sparatutto prodotti da Namco (tra cui Xevious e Dragon Spirit), Phelios è composto da sette livelli, al termine dei quali è necessario sconfiggere un boss.